# 캬바레부인
"캬바레夫人"은 1990년에 개봉한 대한민국의 영화이다.

## 캐스팅
- 이수진 : 허인애 역
- 이동준 : 강민우 역
- 전수경 : 박선희 역
- 박용철 : 선우진 역
- 이무정 : 이중현 역
- 허진 : 샤넬리 역
- 강희주 : 유지인 역
- 문명권 : 비서 역
- 이미령 : 소임 역
- 유창국 : 제비 역
- 최재호 : 지 사장 역
- 우정아 : 여비서 역
- 한주연 : 연예부장 역
- 박용호 : 영업상무 역
- 박용팔: 중년 역
- 이정민 : 오수민 역